# فهد الأحمدي
فهد عامر الأحمدي (مواليد 7 أبريل 1966، المدينة المنورة)، كاتب ورحالة وناشط إعلامي ومؤلف سعودي، ظهرت مقالاته بشكل يومي في الصفحات الأخيرة من صحيفة المدينة (1991-2000) وصحيفة الرياض (2000-2019) وصحيفة الاقتصادية (2020). ويعد صاحب رقم قياسي من حيث نشر المقالات بلا انقطاع (منذ 1991) ومن حيث عدد المنشور منها (9520 مقالا حتى مارس 2019). كما يعد الكاتب الأغلى أجرًا في تاريخ الصحافة السعودية حيث وصل راتبه إلى 56 ألف ريال قبل استقالته من صحيفة الرياض في مطلع 2020.[بحاجة لمصدر مستقل] ويعد أيضًا من أبرز المضيفين للمحتوى العربي حيث توازي مقالاته 50 رسالة دكتوراة من حيث الحجم.

## الحياة الشخصية
ولد في المدينة المنورة في حي العطن الشعبي المناهز للمنطقة المركزية المحيطة بالمسجد النبوي الشريف، وقضى معظم سنواته الأولى في بيت خاله عبد الله الصقعبي الذي ينتمي لأسرة الصقعبي التي تعود إلى عنيزة من القصيم.
أيضا عرف بكثرة رحلاته وزيارة أماكن مجهولة للكتابة عنها. بدأ تعلقه بالرحلات في سن الثامنة حين زار مصر وأمريكا ومعظم ولاياتها، وبنهاية 2020 انتهى فعلا من زيارة أغلب دول العالم ونشر أغلب رحلاته في كتاب مصور بعنوان «حول العالم في 80 مقالا».
فهد عامر الأحمدي، متزوج من الدكتورة نجاة سعيد الأحمدي (استشارية أطفال). لديه خمسة أبناء هم: حسام، وفيصل، ورسيل، ومياس، وياسر. والده: عامر واصل الأحمدي الحربي، ووالدته: لطيفة عبد العزيز عبد الله الصقعبي (من القصيم).

## التعليم
درس المرحلة الابتدائية في مدرسة الشهداء في المدينة المنورة، ثم المرحلة المتوسطة في مدرسة ابن خلدون في المدينة المنورة ثم المرحلة الثانوية في أحد، ودرس في جامعة الملك عبد العزيز بجدة، تخصص علوم الأرض (الجيولوجيا) ثم تحول إلى (الحاسب الآلي)، ثم ترك الجامعة دون الحصول على شهادة البكالوريوس. فبعد انتهائه من المرحلة الثانوية انتقل للدراسة في جامعة هاملاين في مينيسوتا الأمريكية غير أن مسيرته الدراسية انقطعت بعد عامين بسبب انقطاع البعثات الحكومية حينها - وأيضًا؛ لأن الدراسة الجامعية لم تكن تشغل باله بقدر الحصول على براءة اختراع لجناح ذاتي الطيران. وقد اعتبر السنوات التي قضاها في الجامعات مضيعة لوقته. تحدث تسع لغات بسبب احتكاكه بزوار الحرم المدني.

## بداياته الأولى
في عام 1989 عاد من أمريكا بلا أي إنجاز، وعمل في مطبعة القرآن في المدينة المنورة كمدقق تقني، ثم كموظف إداري في ثانوية السمهودي للبنين، قبل أن ينتقل في عام 2004 للعمل مديرا للشؤون الإعلامية في إمارة منطقة المدينة المنورة ـ حتى استقال نهائيا من العمل الحكومي عام 2006، متفرغا للعمل في صحيفة الرياض. لم يكن يوجد في القطاع الخاص وظيفة تدعى «كاتب» الأمر الذي جعله ينتسب لصحيفة الرياض تحت مسمى «صحفي» - وكتب في ذلك مقالا بعنوان «اللهم إني كاتب». وكان تفرغه للكتابة في صحيفة الرياض (دون التزام بالحضور) نقله إيجابية أتاحت له التفرغ للتأليف وإكمال جولاته حول العالم وكتابة مقالاته اليومية من دول مختلفة.

## مسيرته الصحفية
عُرف بزاويته اليومية «حول العالم»، وتميزت مقالاته بتنوعها المعرفي وتوجهها العلمي وطبيعتها الغرائبية ــ الأمر الذي دعى رئيس تحرير صحيفة الرياض تركي السديري إلى تلقيبه بــ (أنيس منصور السعودية). غير انه شخصيا يجد نفسه قريبا من مقالات الكاتب الأمريكي إسحاق عظيموف والبريطاني أرثر كلارك. رغم فترة عمله الطويلة في الصحف بدأ التأليف في مرحلة متأخرة نسبيا؛ حيث ظهر له أول كتاب معروف عام 2011 ونشر منذ ذلك التاريخ 13 كتابا في مجالات مختلفة (بواقع 1,6 كتاب في العام). خلال فـترة عمله الحكومي؛ كان فهد الأحمدي يعمل أيضا ككاتب يومي في صحيفتي المدينة والرياض. وفي أكثر من لقاء صرح بأنه لم يكن يفكر يوما بأن يصبح كاتـبا أو مؤلفًا.. ولكنه حين عاد من أمريكا عاطلا عن العمل لم يكن يملك ما يقدمه سوى «أفكار» و«معلومات» كانت الصحف الأقرب لنشرها. وهكذا بدأ بكتابة مقالات بعـثها للصحف حتى وافق الأستاذ محمد حسني محجوب على تجربة بعضها في صحيفة المدينة. وفي 12 أغسطس انتظمت مقالاته تحت زاوية يومية في صحيفة المدينة بعنوان «حول العالم» –اختار عنوانها المشرف على الصفحة– وظهر أول مقال فيها بتاريخ 17 أغسطس 1991 بعنوان «انفجار سـيبيريا»
ورغم عدم رضى الكاتب عن اسم الزاوية (حيث كان، حسب تعبيره؛ مستهلكا حتى بمقاييس تلك الأيام) غير أن شعبية المقالات رسخت الاسم، وشجعت رئاسة التحرير على نقل الزاوية للصفحة الأخيرة (بعد استفتاء أجرته عام 1999 بين القراء أثبت أنها ثاني أهم عوامل الجذب في الصحيفة).  وبعد عشرة سنوات قضاها في صحيفة المدينة تلقى عرضا لنقل زاوية (حول العالم) إلى صحيفة الرياض تحت نفس العنوان ــ وظهر أول مقال فيها بتاريخ 9 سبتمبر 2006 بعنوان «فيروس يلتهم قارة». وفي 27 أغسطس 2016 أتمت الزاوية (ربـع قرن) من الظهور اليومي المتواصل منذ ظهرت لأول مرة في صحيفة المدينة.
وخلال هذه الفترة أصبح الكاتب من حملة الأسهم في صحيفة الرياض؛ غير أن تراجع شعبية الصحف الورقية (كافة) جعله يـفكر بالتوقف عن الكتابة اليومية والتركيز على تأليف الكتب فقط. وفي مطلع عام 2019 قررت الصحيفة تحويل الكتاب فيها إلى نظام الدفع (بحسب القطعة) الأمر الذي رفضه الكاتب. وحين وصلت المفاوضات لطريق مسدود توقفت الزاوية عن الظهور في صحيفة الرياض ــ وظهر أخر مقال فيها بتاريخ الثلاثاء 5 مارس 2019. وبعد توقف لسنة ونصف (نشر خلالها كتابين) عاد للكتابة في صحيفة الاقتصادية بواقع مقالين في الإسبوع على الصفحة الأخيرة.

## قائمة المؤلفات
العمل الحكومي والكتابة بشكل يومي منعـا الكاتب من دخول مجال التأليف في وقت مبكر. صحيح أنه حاول في عام 1997 إصدار كتاب يضم أفضل مقالاته في صحيفة المدينة، إلا أن محاولته توزيع الكتاب بنفسه فشلت بمعنى الكلمة. لم يكرر التجربة للأربعة عشر عاما التالية، حتى عرضت عليه «دار طويق» عام 2011 إعادة إصدار نفس الكتاب بشكل جديد فنجح نجاحا ساحقا. ومنذ ذلك التاريخ نشر 13 كتاب في مجالات مختلفة بواقع 1,6 كتاب في العام.
ومن الكتب التي أصدرها حتى نهاية 2020 وفقًا ل حساب كتبه على انستقرام:
- موسوعة حول العالم (2011) (ط4، دار طويق): أفضل المقالات في صحيفة المدينة.
- الاحتمال الآخر (ط2، مؤسسة اليمامة الصحفي): مقالاته الممنوعة في صحيفة الرياض.
- من يعرف جنيا يتلبسني (2011) (ط4، دار مدارك للنشر): تأملات عميقة.
- حول العالم في80 مقالا (2020) (ط5، دار الحضارة للنشر): كتاب سياحي مصور عن رحلاته بين 1986 و2018
- شعب الله المحتار (2017) (ط1، دار الحضارة للنشر): نقد اجتماعي ساخر.
- نظرية الفستق (2019) (ط2، دار الحضارة): كتاب في تطوير الذات (من الأعلى مبيعا في العالم العربي).
- نظرية الفستق (2020) (الجزء الثاني ط18، دار الحضارة): استكمالا للكتاب الأول في تطوير الذات.
- لماذا لا تذهب الخراف إلى الطبيب (2017) (ط2، دار الحضارة): كتاب طبي بمشاركة زوجته د. نجاة.
- جمعية الشعراء الأموات (2019) (ط2، دار الحضارة): مجموعة قصصية قصيرة.
- النظرية باختصار (2018) (ط1، دار الحضارة).
- الله وحده قادر على صنعهم (2019) (ط1، دار الحضارة): عظماء ومجهولين خدموا البشرية بطريقة إيجابية.
- الاقتصاد الذي يهمك (1): أسرار المال وزيادة الدخل (2022) (ط1 دار الحضارة).
- الاقتصاد الذي يهمك (2): أسرار الاستثمار وصنع الثروة (2022) (ط1، دار الحضارة).

## أبرز مقالاته
مقالات الكاتب تجاوزت 9500 مقال، حتى موعد استقالته من صحيفة الرياض عام 2019. في حين تنوعـت زاويته اليومية (على الصفحة الأخيرة) بين مجالات كثيرة سياسية واقتصادية وعلمية وسياحية وذات طبيعة دينية واجتماعية. وبسبب عـددها الضخم وتنوعها الكبير، يمكن الاطلاع على ارشيفه في صحيفة الرياض أو من مدونته الشخصية، أو من ارشيفه في صحيفة الإقتصادية.
من مقالاته التي نشرت في سنوات متفرقة:
- كم قتل العرب بأيديهم (16 أكتوبر 2012)
- أعطني مخترعا وخذ كل الأدباء (10 يونيو 2012)
- التاريخ؛ كيف سنكتبه هذه المرة (9 ديسمبر 2003)
- مكة ليست مركزا للكون (1 فبراير 2006)
- هل يعيش العرب في العصور المظلمة (19 فبراير 2012)
- من يعرف جنيا يتلبسني (12 ديسمبر 2010)
- المجتمع المسطح (29 يوليو 2013)
- شعب الله المحتار (16 أكتوبر 2016)
- أين ذهبت خطب الرسول / الجزء الأول
- أين ذهبت خطب الرسول /الجزء الثاني

ومن المقالات المنشورة في عام 2018 :
- هوية الجلاد 21 فبراير 2018 [18]
- أزيائنا الوطنية هل هي وطنية فعلا. 12 نوفمبر 2018 [19]
- الفرق بين طلاق الشرق والغرب. 30 أكتوبر 2018 [20]
- ثقافة خلق العيب 29 أكتوبر 2018 [21]
- الدين والعلم والفن. 4 سبتمبر 2018 [22]
- مجتمعنا وقانون نيوتن الثالث. 6 سبتمبر 2018 [23]
- رأيك في الآخرين. 29 أغسطس 2018 [24]
- أين ابتكاراتنا الصحراوية. 30 سبتمبر 2018 [25]
- الشاذ لا حكم له. 18 يوليو 2018 [26]
- كيف اخلينا بمصادر الدين. 29 مايو 2018 [27]
- العيش بأجمل طريقة ممكنة. 28 أغسطس 2018 [28]

## وصلات خارجية

### لقاءات مصورة
- قناة العربية - برنامج إضاءات مع تركي الدخيل
- روتانا خليجية - برنامج في الصورة
- علي العلياني - يا هلا
- قناة CNBC عربية  - لقاء مع راشد الفوزان
- قلم يتحدث

### لقاءات إعلامية
- صحيفة سبق الإلكترونية
- محاضرة في تيد
- دنـيـا الرياضة
- لقاء في الجامعة الإسلامية إبريل 2018
- برنامج تبادل خبرات
- الحوار الوطني
- نادي الهلال

### أخرى
- الملف الشخصي لفهد عامر الأحمدي في جريدة الرياض.
- مقالات فهد عامر الأحمدي في جريدة الرياض.
- سيرة فهد عامر الأحمدي في حول العالم.